# Santiago Magill
Santiago Magill Moreno (Lima, 17 de enero de 1977) es un actor peruano.

## Biografía
Luego de terminar el colegio, Magill empezó a estudiar Publicidad, pero no terminó la carrera porque prefirió dedicarse a la actuación. Para eso se inscribió en diversos talleres para televisión y teatro. 
Seguidamente Magill empezó a trabajar en varias telenovelas, como Las mujeres de mi vida, Malicia, Obsesión, Torbellino, Isabella, mujer enamorada y Pobre diabla. Su gran éxito ocurrió en la cinta dirigida por Francisco Lombardi No se lo digas a nadie, en la que interpreta a un joven homosexual. Otros trabajos suyos fueron Ciudad de M (en que hace otro rol protagónico), Abril, Corazón voyeur y la producción estadounidense Antes que anochezca del director Julian Schnabel.
Magill actuó en la telenovela Eva del Edén en 2004, luego se alejó de las producciones de televisión.
En 2008 presentó el programa Quisiera ser grande por Plus TV.
Regresó al teatro en 2013 en la obra Sombras.

## Filmografía

### Televisión
- Malicia (1995)
- Obsesión (1996) como Domingo "Mingo" Balarezo.
- Torbellino (1997) como Germán Arrese.
- Boulevard Torbellino (1997—1998) como Germán Arrese.
- Isabella, mujer enamorada (1999) como Augusto Calderón.
- Pobre diabla (2000) como Christian Mejía-Guzmán Sancho.
- Éxtasis (2001) como Efraín.
- Vale todo (2002) como Santiago.
- Eva del Edén (2004) como Francisco de Chávez.
- Quisiera ser grande (2008) Presentador.

### Películas
- No se lo digas a nadie (1998) como Joaquín Camino.
- Ciudad de M (2000) como M.
- Antes que anochezca (2000) como Tomas Diego.
- I Love You Baby (2001) como Daniel.
- Amiga (2003; corto) como Mariano.
- Corazón voyeur (2005)

## Teatro
- 'La bella durmiente del bosque" (debut teatro - 1996) como Felipe.
- "El rescate de Dumbo" (1996) como el robot.
- 'Volar (2004) como Andrés.
- 'El cantar de los cantares (2005) como Elías.
- Sombras (2013) como El amigo.
- Hombre mirando al sudeste (2015) como Rantés.